# Die Tochter Farinatas

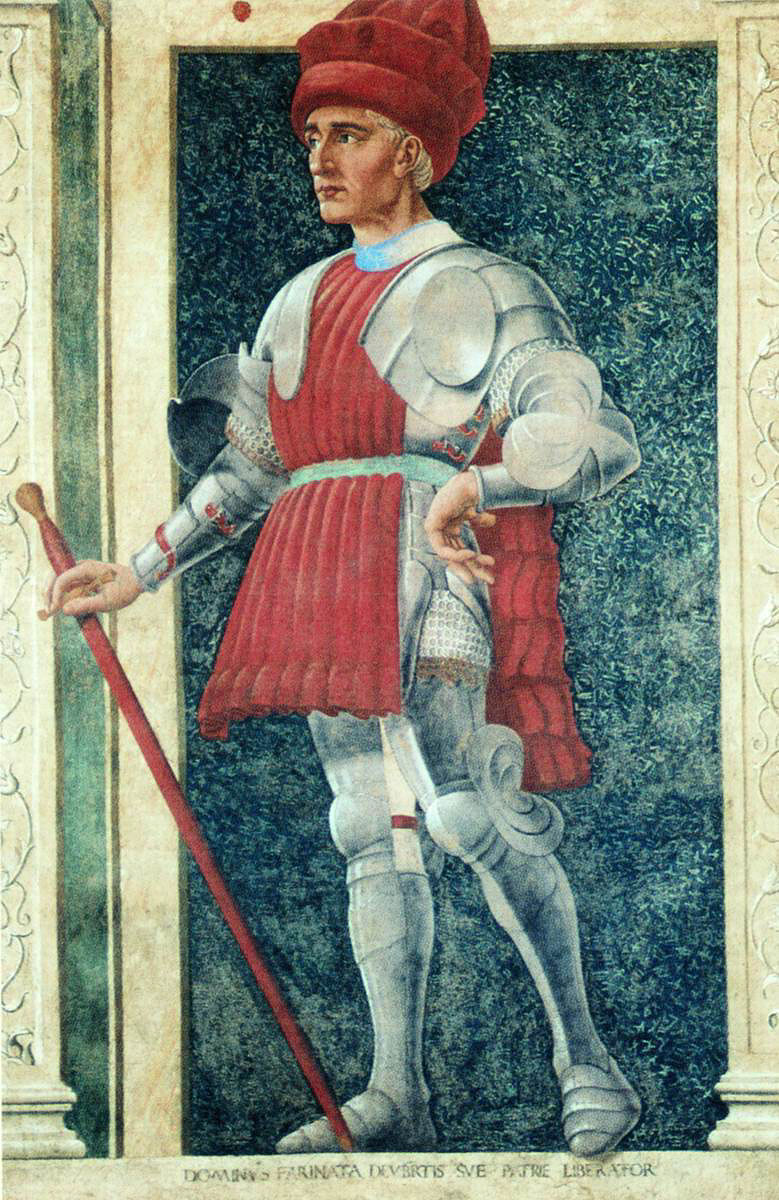
Andrea del Castagno: Farinata degli Uberti

Die Tochter Farinatas ist eine Erzählung von Gertrud von le Fort, die 1940 teilweise im Insel-Almanach und dann 1950 in Buchform im Insel-Verlag in Wiesbaden erschien.
Ostern anno 1267 in Florenz: Die Patrizierin Bice degli Uberti rettet ihre Vaterstadt vor der Zerstörung durch die anrückenden Truppen Karls von Anjou.

## Form
In dieser Legende meldet sich die Stimme des Volkes an entscheidenden Wendepunkten mit „Wir“. Die Erzählerin versenkt sich manchmal in die Psyche der Bice.

## Vorgeschichte
„Gnade am Feind“: Anno 1260 kämpfen in der Schlacht von Montaperti die staufertreuen Ghibellinen gegen die Anhänger des Papstes – die Guelfen. Nach dem Sieg der Ghibellinen wendet sich deren militärisches Oberhaupt, der Florentiner Patrizier Farinata, ein Uberti, gegen seine erstaunten Mannen. Aus Liebe zu seiner schönen Heimatstadt verzichtet er darauf, die dortigen Burgen der Guelfen zu zerstören. Zu Handlungsbeginn – gegen Ende 1266 – ist dann Farinata bereits gestorben. Das Blatt hat sich in der Schlacht bei Benevent gewendet. König Manfred ist gefallen und die Ghibellinen sind diesmal die Unterlegenen.

## Die Legende
Zwar herrscht Guido Novello in der Nachfolge Farinatas noch in Florenz, doch nur mit Hilfe deutscher Ritter. Guido Novello war von Farinata an das Sterbebett gerufen worden, war aber aus gutem Grund ferngeblieben. Guido Novello hatte nämlich früher vergeblich um die Hand von Farinatas Tochter Bice angehalten.
Der regierende Popolo im Bargello, das ist der Capitano der 36 Caporali di popolo in Florenz, will die Auseinandersetzung der Guelfen und Ghibellinen durch Zwangsheiraten beenden. Die junge Bice soll auf Befehl ein Kind, den elfjährigen Guidolino Cavalcanti aus der Guelfenpartei, ehelichen. Andere Florentiner Familien sind in ähnlichen Nöten. Man gebraucht Ausflüchte. Die Brautkleider seien in Arbeit.
In der Sterbestunde hatte sich der Gottesleugner Farinata, zuvor vom Papst gebannt, nicht seinen wehrhaften Söhnen, sondern Bice anvertraut. Nun sinnt die Tochter neben der Gruft des zur Höllenfahrt verurteilten Vaters in der Kirche Santa Reparata über die unerhörte Tat des im Banne der Kirche gestorbenen nach. Farinata hatte sich der Feinde erbarmt.
Die Uberti-Brüder haben keinen Kaiser mehr und warten auf den Kindkönig. Der kommt nicht. So wollen sie die Schwester Bice dem Guido Novello zuführen, um sich des deutschen Ritterheeres zum Schutze des ghibellinischen Florenz zu versichern. Aber die Brüder wagen es nicht, Bice darauf anzusprechen. Das Mädchen, fast noch ein halbes Kind, besitzt den starken Willen des Vaters. Als ihre Brüder den Guidolino Cavalcanti steinigen, schreitet sie unerschrocken ein und küsst den Knaben auf die Stirn. Die Brüder schrecken entsetzt vor „den gefährlichen Augen“ der Schwester zurück. Den Uberti ist, als ob der verstorbene Vater sie aus diesen Augen anschaue. Als aber die Truppen Karls von Anjou anrücken, können sie nicht anders – sie schreiten zur Tat. Guido Novello darf die Ghibellinen einfach nicht im Stich lassen. Dieser Mann des Schwertes, der Bice immer noch begehrt, ist verheiratet. Die Brüder argumentieren vor Bice, wenn sie mit einem Kind verkuppelt werde, dann könne sie auch Guido Novello in die Arme geführt werden. Zum Erstaunen der Brüder willigt Bice ohne Wenn und Aber ein. Als Guido Novello kommt und Bice in Besitz nehmen will, bittet sie ihn, mit seinem deutschen Ritterheer noch in der Osternacht die Stadt zu verlassen. Es ist so, wie die Uberti-Brüder vermuteten. Bice hat Macht über Guido Novello. Auch dem viel erprobten Kriegshelden ist, als blickte ihn sein ehemaliger Kriegsherr Farinata durch diese Mädchenaugen an. Über diesen Blick vollzieht sich zum zweiten Mal der Wille des Toten. Guido Novello gehorcht. Somit rettet Bice Florenz zu Ostern vor der Zerstörung.
Bice ist die einzige Braut, die dem Befehl des Popolo gehorcht. Sie heiratet Guidolino Cavalcanti.

## Zitate
- „Jeden Ort, welchen die Liebe verläßt, den gewinnt der Haß.“[7]
- „Wenn ein Mann barmherzig wird, dann bewegt sich die Welt.“[8]

## Selbstzeugnis
Gertrud von le Fort sagt im Rundfunk, es gehe ihr bei der Bice nicht um irgendein „Frauenproblem“, sondern „um das Vertrauen auch auf die verhüllten Kräfte“. Gemeint ist der Glaube an jene Kräfte, die eine Frau entfalten kann – im Gegensatz zur kriegerischen Gewalt.

## Rezeption
- Nach Ley[10] bezog die Autorin den Stoff unter anderem aus Studien des deutschen Historikers Robert Davidsohn (1853–1937) zur florentinischen Geschichte.
- Ley[11] bespricht Relationen zur Göttlichen Komödie.[12]
- Kraft ihrer Liebe überwinde Bice die Hölle.[13]
- Barner und Mitarbeiter[14] stellen den Text als Beispiel für „reich durchgliederte“ Sprache hin, deren Genuss Gymnasiumsbesuch voraussetze.

## Pleonasmus
- „zarte Zärtlichkeit“[15]